# Stone Ridge (New York)
Stone Ridge est une census-designated place du comté d'Ulster, dans l'État de New York, aux États-Unis,. En 2020, elle compte une population de 1 234 habitants.